# Unité urbaine de Gaillon
L'Unité urbaine de Gaillon est une unité urbaine française centrée sur les communes de Gaillon et du Val d'Hazey, dans le département de l'Eure en région Normandie.

## Données générales
Dans le zonage réalisé par l'Insee en 2010, l'unité urbaine était composée de cinq communes.
Dans le nouveau zonage réalisé en 2020, elle est composée des cinq mêmes communes.
En 2022, avec 17 103 habitants, elle représente la 4e unité urbaine du département de l'Eure et occupe le 21e rang dans la région Normandie.
En 2019, sa densité de population s'élève à 321 hab/km2. Par sa superficie, elle ne représente que 0,9 % du territoire départemental mais, par sa population, elle regroupe 2,9 % de la population du département de l'Eure.

## Composition de l'unité urbaine en 2020
Elle est composée des cinq communes suivantes :
| Nom                     | Code Insee | Département | Statut       | Superficie (km2) | Population (dernière pop. légale) | Densité (hab./km2) | Modifier                                    |
| ----------------------- | ---------- | ----------- | ------------ | ---------------- | --------------------------------- | ------------------ | ------------------------------------------- |
| Gaillon                 | 27275      | Eure        | ville-centre | 10,19            | 6 785 (2022)                      | 666                | modifier les données · modifier les données |
| Le Val d'Hazey          | 27022      | Eure        | ville-centre | 14,37            | 5 156 (2022)                      | 359                | modifier les données · modifier les données |
| Courcelles-sur-Seine    | 27180      | Eure        | banlieue     | 5,47             | 2 157 (2022)                      | 394                | modifier les données · modifier les données |
| Saint-Aubin-sur-Gaillon | 27517      | Eure        | banlieue     | 19,46            | 2 164 (2022)                      | 111                | modifier les données · modifier les données |
| Villers-sur-le-Roule    | 27691      | Eure        | banlieue     | 4,32             | 841 (2022)                        | 195                | modifier les données · modifier les données |

## Évolution démographique
| 1968  | 1975  | 1982   | 1990   | 1999   | 2008   | 2013   | 2019   |
| ----- | ----- | ------ | ------ | ------ | ------ | ------ | ------ |
| 7 483 | 9 140 | 11 647 | 13 892 | 14 583 | 16 013 | 17 152 | 17 264 |

#### Données générales
- Unité urbaine
- Aire d'attraction d'une ville
- Aire urbaine (France)
- Liste des unités urbaines de France

#### Données démographiques en rapport avec l'unité urbaine de Gaillon
- Aire d'attraction de Gaillon
- Aire d'attraction de Paris
- Arrondissement des Andelys

#### Données démographiques en rapport avec l'Eure
- Démographie de l'Eure